# 陰陽大戦記
『陰陽大戦記』（おんみょうたいせんき）は、2003年8月にWiZの企画によりバンダイが発売した玩具「陰陽闘神機」をベースに、2006年3月にかけて少年漫画・テレビアニメ・ゲームソフトが展開された日本のメディアミックス作品。

## 概要
式神を「神操機（ドライブ）」によって降臨させることができる「闘神士（とうじんし）」の戦いを描いた作品。陰陽五行思想（五行思想や陰陽思想、陰陽道）を作中で大きく扱っている。

### 式神
この作品における式神とは、闘神士が闘神機と呼称する召喚機械で式神界より呼びよせ、契約を結ぶことで闘神士に従える荒ぶる神々と精霊の総称。通常は節季を司る大自然の神々として行動する。季節の運行を表す二十四節気の名を冠した二十四の種族に分かれ、それぞれ「運命」「信頼」「根性」「加護」などの様々な意味を象徴している。能力をどこまで引き出せるかは闘神士の力量しだいである。現実世界に実体化するには闘神士の「気」を必要とする。また、契約者の言うことに基本的には忠実であり、どんな悪行でも分け隔たりなく実行する。人と同等の思考を持ち、友情を深め合うことなども可能である。

## 漫画版
集英社『Vジャンプ』にて連載。原作監修WiZ・作画海童博行・シナリオ富沢義彦。

### あらすじ
テレビアニメ数年前の物語を描く。闘神士「マホロバ」はさらなる力を手にせんがために、闘神道の禁忌である「逆式」を行使する。この愚行にいち早く気づいた元弟子である太白神社宮司「モンジュ」は、儀式が完了する前に封印しようとするも式は完成し、強大な力とともに覚醒し襲い掛かる。異変を察知し、駆けつけたモンジュの息子「ヤクモ」は、父の窮地を救うため神棚に飾られていた闘神機で式神と契約、「白虎のコゲンタ」を降神させるが、初めての実戦故思うようにならない。モンジュがサポートし必殺の印を切るが、返しの印で弾き返された上に石化の呪符で父親を封印させられてしまう。
コゲンタはモンジュが以前契約していた式神「白虎のアカツキ」が生まれ変わった存在だった。ヤクモの身を託され誓うコゲンタ。だが、マホロバは刻を震わし、太極神を復活させ陰陽の陽のみの新世界を生み出そうと刻渡りの秘術で部下を様々な過去へと向かわせ、歴史を変革し封印を解こうと暗躍する。禍々しい野望を食い止めるため、様々な時代を渡りマホロバの部下や四転王たちと激闘を繰り広げる。

### 登場人物

#### 現代の人物・式神
吉川 ヤクモ（よしかわ ヤクモ）
本作の主人公。京都に住む、ごく普通の小学5年生（中盤から小学6年生）。白虎と契約、「コゲンタ」と名付ける。快活でクラスの人気者だがサボりや遅刻が多い。教科書をカバンごと忘れるなど、おっちょこちょいな面がある。口癖は「チカミチ」「バイス」。父親が元闘神士で、役割なども解っており、いつかは父のような闘神士になりたいと望んでいた。マホロバの野望を砕き、封印された父モンジュを救うため、コゲンタとともに戦いを繰り広げる。戦闘センスはかなりのもので、その腕の良さはコゲンタも認めるところ。負けず劣らず勝気な性格で、コゲンタに対しても物おじせずはっきり物をいう。闘神機が限界をむかえ名落宮に落とすも、モンジュとコゲンタに対する想いの力で「零神操機」の封印を解きコゲンタを取り戻す。マホロバを取り込み大極神の力までも手に入れたランゲツを倒すため、コゲンタや仲間たちと奮闘。十年前の父と同じく、コゲンタの命を使い撃破する。
白虎のコゲンタ（びゃっこのコゲンタ）
十年ぶりに契約された信頼を司る陽の白虎族。口が悪く短気で乱暴な性格だが、強い自信と誇りを持っており、契約者のために命を投げ出すことも厭わない。モンジュと契約していた時の名は「アカツキ」。十年前の「関西空港事件」で最凶の妖怪「百鬼夜行」を倒すためにその命を捧げている。モンジュの息子であるヤクモに特別な感情を抱いており、何としても守り抜きたいと願っている。豊穣のネネ・ルリ姉妹とは腐れ縁。闘神機をまともに扱えなかったヤクモに対し、「人間ごときが…」と悪態を吐くなど、信頼の式神とは思えない態度をとっていたが、日々成長していく彼を相棒として認めるようになる。落ち込むヤクモを勇気付けたり、冷静さを失ったときは諭したりと、乱暴なだけではない信頼の式神らしい姿も多くみられる。
太極神の力を手に入れたランゲツを倒すため、十年前と同様に自分の命をぶつけヤクモにモンジュと同じ悲しみを味わわせないため、寸前で現世に留まるが、すでに肉体は限界をむかえており現世に留まっていられる間に契約を満了し、「バイス」の言葉を最後に式神界に帰還する。
吉川 モンジュ（よしかわ モンジュ）
ヤクモの父親。「白虎のアカツキ」の元契約者であり、マホロバの元弟子。土行王の過去を持つ。十年前、最凶の妖怪「百鬼夜行」を倒すためにアカツキの命を犠牲にし、それ以来闘神機を封印した。息子には自分と同じ思いをさせたくないと、闘神士になることに反対していたが心の底ではなることを望んでいた。式神を同志であると考えている。闘神符の扱いが巧みで式神を倒せる実力を持つ。逆式化した元師匠によって石化の闘神符で封じられるも、決戦後解呪される。
イヅナ
太白神社の闘神巫女。刻渡りなどの秘術を使う。モンジュが封印されてしまったため、ヤクモの生活の面倒は彼女が見ている。教育係であるが、事あるごとにあしらわれるも怒ると怖い。信頼の式神にあるまじき態度をとるコゲンタをたしなめることも。
ヒトハ
ヤクモの同級生の女の子。遅刻やサボりが多いヤクモに呆れる日々。
シマムラ
ヤクモの同級生。

#### マホロバ一派
マホロバ
最凶最悪の闘神士。モンジュの師匠でもあった人物。老人だが逆式を使用しているため、若返っている。組織機能を失っていた天流を再度組織化させ各地の妖怪の討伐などをより組織的に可能にした人物。この世の陰である悪を滅し、陽である善だけを残した「白き世界」を実現しようと目論むもランゲツにその肉体を乗っ取られる。
白虎のランゲツ（びゃっこのランゲツ）
マホロバが使役する最凶最悪の式神。信頼を司る陰の白虎族。種族名とは裏腹に、体色は黒。逆式に使われたが、力に囚われ逆に体を乗っ取った。その結果、印と契約から解放され完璧な力を手に入れ術者がいなくても技を行使する。自分が究極の力を得るために多くの人間の命が犠牲になることも厭わない。コゲンタが「信頼」に拘りランゲツを否定するのは下らない感情に囚われているからだという。信頼を司る白虎族でありながら、「そんな下らんものはとうの昔に捨てさった！」と言い放つ。究極の力を求め太極神の力を手に入れて世界を滅亡させかけるが、ヤクモとコゲンタに倒される。
消雪のマガホシ（しょうせつのマガホシ）
消雪族の式神。コタロウに倒される。
赤銅のミソヒト（あかがねのミソヒト）
赤銅族の式神。オニシバに倒される。
柊のトウベエ（ひいらぎのトウベエ）
柊族の式神。オニシバに倒される。公式サイトなどでは名前は「トウベイ」となっている。
金行王 カゲロウ（きんぎょうおう カゲロウ）
忍姿をした四転王の一人。黒鉄のフジを使役する。ヤクモをおびき寄せるためにモモタの村を襲撃した。ヤクモを侮っていたが敗北。逃走後、敗北を許さなかったマホロバに取り込まれる。服部半蔵をイメージしたキャラクター。
黒鉄のフジ（くろがねのフジ）
カゲロウが使役する黒鉄族の式神。コゲンタとフサノシンにより倒される。
水行王 ナギ（すいぎょうおう ナギ）
水行を極めし四転王の一人。ひょうひょうとした態度で行動する。本来は土行の者だが、モンジュを超えることができなず水行へと宗旨変えした。護身用に二丁の銃を使用。コンゴウとの闘いで瀕死の重傷を負ったコゲンタを治療。ヤクモに真相を話して共闘するが、マホロバの攻撃からヤクモを庇い負傷。戦いの途中で力尽き絶命する。坂本龍馬をイメージしたキャラクター。
凝寂のエビヒコ（ぎょうじゃくのエビヒコ）
海老の姿をした式神。
秋水のエレキテル（しゅうすいのエレキテル）
デンキウナギの姿をした式神。
霜花のオニシバ（そうかのオニシバ）
本来ナギが使役する柴犬の姿をした式神。進路を司る。ナギのことを「親分」、コゲンタのことを「兄さん」と呼ぶ。口癖は「粋っすね」。
火行王 シラヌイ（かぎょうおう シラヌイ）
四転王の一人。粗暴な性格で好戦的なお馬鹿。盗んだバイクを乗り回す。二つの闘神機で二体の式神を同時に操ることができる。また、闘神機を合わせさらに強力な式神を降神させるもラクサイにより「名落宮」へ封印される。宮本武蔵をイメージしたキャラクター。
大火のムミョウ（おおびのムミョウ）
蝙蝠の姿をした式神。盲目。
癒火のツルヤッコ（いやしびのツルヤッコ）
鶴の姿をした式神。
雷火のジョニザ（いかずちのジョニザ）
楽天家なハクトウワシの姿をした式神。お馬鹿。シラヌイとは似たもの同士。「陰陽手槍 暴狼丸」を振るう。二つの技を同時に出すなど実力はかなりのもの。「零神操機」の力で進化したコゲンタに倒される。
木行王 ウンリュウ（もくぎょうおう ウンリュウ）
四転王の一人で五行王筆頭。モヒカンのような特徴的な髪型をしている。様々な計略を張ってヤクモを倒そうとする。北条姉妹の父親を殺害した真犯人。マホロバ信奉者で、その命を自ら奉げた。武蔵坊弁慶をイメージしたキャラクター。
榎のコンゴウ（えのきのコンゴウ）
ゴリラの姿をした式神。コゲンタのことを「アカツキ」と呼ぶ。
凝寂のカニエモン（ぎょうじゃくのカニエモン）
蟹の姿をした式神。
青錫のツクモ（あおがねのツクモ）
螻蛄の姿をした式神。
ランマル
マホロバの部下。ノブナガを利用しようとするが、逆に切り殺される。
雷火のタカマル（いかずちのタカマル）
鷹の姿をした式神。神速を誇り、「陰陽手槍 稲妻王」を振るう。コゲンタの「連撃怒涛斬魂剣」の前に敗れ去る。
北条 ナナ（ほうじょう ナナ）
ヤクモの学校に転校してきた少女。父親をモンジュに殺されたと思い込んでおり、復讐のためにヤクモに近づく。姉と共にヤクモを殺そうとしたが犠牲になろうとするネネを救おうとして術に巻き込まれそうになったところをヤクモに救われ、その後は迷いを抱くようになり、最終的には本当の仇と真相を知り、ヤクモと和解して協力を約束する。
豊穣のネネ（ほうじょうのネネ）
コゲンタが「アカツキ」の頃からの知り合いで腐れ縁。ルリとは姉妹。コゲンタに抱くなど親しげである。契約しているナナがヤクモを敵視していたため、コゲンタとも敵対することになったが、戦うのはあまり気が進まない。後に楓のダイカクの襲撃から契約者を守るためにコゲンタと共闘。過去にも一緒に戦った経験がある。目と耳で遠方の敵の居場所を察知する特殊能力がある。「ニャハ」が口癖。コンゴウに倒されるが、マリと契約し大極神の暴走を止めるため奔走する。
北条 マリ（ほうじょう マリ）
ナナの姉。本来は優しい女性だったが、父親をモンジュに殺されたと思い込み復讐を誓う。ウンリュウを妄信し、妹やネネを犠牲にすることも厭わない。しかし、後に彼こそが仇で利用されていたに過ぎなかったという真実を聞き、自分たちのしたことが全くの無意味だったと知り落胆。その後ヤクモに謝罪して和解、後に大極神の暴走を制止するためネネと奔走する。
豊穣のルリ（ほうじょうのルリ）
コゲンタが「アカツキ」の頃からの知り合いでネネとは姉妹。コンゴウに倒されるもナナと契約を結んで太極神の暴走を止めるために奔走。
クチキ
ウンリュウの部下。データを駆使するバトルスタイルだったが、データを盲信し過ぎたために逆にヤクモたちに追い詰められる。マホロバに取り込まれてしまった闘神士の1人。
楓のダイカク（かえでのダイカク）
「鹿」の姿をした式神。コゲンタを追い詰めるもクチキの失態により敗北する。
マシラ
ウンリュウの部下。かなり凶暴な性格で、ヤクモにも攻撃を仕掛けてきた。
榎のサネマロ（えのきのサネマロ）
「猿」の姿をした式神。コゲンタの短気さをからかう。雅な闘いを好む。
ワクラバ
ウンリュウの部下。水行王ナギに倒される。
榎のオトチカ（えのきのオトチカ）
「小猿」の姿をした式神。
ムネモリ
ウシワカを抹殺するために送り込まれたマホロバの部下。闘神符を妖怪化する術に長けている。
朱雀のバラワカ（すざくのバラワカ）
朱雀の姿をした式神。

#### 過去の人物・式神
ノブナガ
戦国最強の武将。ヤクモに少なからず強烈な印象を与える。
モモタ
老闘神士。フサノシンの契約者。太白神社には彼の物語が絵本『桃太老』となって伝わっている。
雷火のフサノシン（いかずちのフサノシン）
モモタが契約する雷火族の式神。英雄願望が強い。黒鉄のフジを倒すためコゲンタと共闘する。
モモスケ
モモタの孫。
ツクヨミ
明治維新前後に活躍した闘神士の会津藩士。刻渡りの鏡で明治元年の会津にやってきたヤクモと出会い共闘、ランゲツを撃退する。明治二年、函館五稜郭でヤクモとコゲンタに再会し、ともに逆式ランゲツと戦う。闘神機や神操機ではなく闘神符で式神を降神させる。
青龍のコタロウ（せいりゅうのコタロウ）
ツクヨミが契約する青龍族の式神。五稜郭でコゲンタ、オニシバとともに奮闘するも逆式ランゲツに倒される。
チヨ
ツクヨミの妹。
芽吹のバンナイ（めぶきのバンナイ）
名落宮に住まう芽吹族の式神。ラクサイの弟子。
玄武のラクサイ（げんぶのラクサイ）
バンナイの師匠。以前は玄武族の長老であったが、地位を後進に譲り現在は名落宮で大極神の研究をしている。
ウシワカ
ゲンジの御曹司。京都の鞍馬寺に身を寄せている。自尊心が高く、周囲に心を開こうとはしなかったが身を挺して自分のことを守ってくれたヤクモの姿に感化され、「本当の強さ」とは何なのかを知る。
椿のゴロウザ（つばきのゴロウザ）
ウシワカが使役する巨体の式神。
癒火のヒヨシノ（いやしびのヒヨシノ）
白鳥の雛の姿をした式神。少年闘神士が使役。
繁茂のマスラオ（はんものマスラオ）
少年闘神士が使役するハリネズミの式神。
楓のベニマル（かえでのベニマル）
羊の姿をした式神。
椿のホウシュン（つばきのホウシュン）
パンダの姿をした式神。
※漫画版は天流最大の内乱を描いており、地流と神流に関する人物は登場しない。

### 書誌情報
- 『陰陽大戦記』 Vジャンプ〈ジャンプ・コミックス〉、全3巻

1. 2004年10月4日発売、ISBN 4-08-873688-5
2. 2005年8月4日発売、ISBN 4-08-873837-3
3. 2006年3月3日発売、ISBN 4-08-874037-8

## アニメ版
2004年9月30日から2005年9月29日までテレビ東京系で放送。同クールの『冒険王ビィト』と共に、サンライズ・バンダイビジュアルとの混成部隊によるバンダイのコンテンツプロジェクト第2弾作品かつ、テレビ東京開局40周年記念作品として製作された。
原作の漫画からは式神と闘神士の関係など基本設定のみの流用となっており、太刀花リクの前に現れた式神や闘神士との闘いや絆を描いたオリジナルストーリーとなっている。主要人物としてコゲンタ、ヤクモ、ランゲツが引き続き登場し、最終話エンディングにはイヅナも1カットだけ登場している。
本作は『クラッシュギア』シリーズを手がけたサンライズ第10スタジオで、渡辺洋一・菱田正和など当時30歳代前半の若手スタッフが中心となり制作された。1年を通し全体の作画が非常に安定していたのは、キャラクターデザインの倉田綾子が毎回作画に参加し、重要シーンの作画を担っていたことと、ほぼ毎回スタジオダブに外注し、作画監督も同社所属の榎本勝紀と佐久間信一の二人で回していたことによるもの。技名などで用いられた筆文字は若鍋竜太によるもの。
テレビ放送に先駆けて「ジャンプフェスタ・アニメツアー2004」で5分弱のパイロット版が上映された。キャラクターデザインは漫画版に準拠しており、10代前半のヤクモを福山潤が、コゲンタはテレビアニメと同様相田さやかが担当し、式神の召喚と戦闘場面が描かれている。この映像はDVD13巻の特典として収録されている。

### あらすじ
古来、伏魔殿を守護する天流と魑魅魍魎を討伐する地流の2流派が存在した。両派は互いに協力し合っていたが、約1000年前、地流が天流を襲ったことで両派は完全に決裂。そして現代。天流は流派としての機能を消失、地流は新総帥「ミカヅチ」の元で再興し、表舞台に勢力を伸ばしていた。
中学に入学したての「太刀花リク」は、地流闘神士である少年ヤマセの襲撃を契機に封印されていた神操機（ドライブ）を手にし、式神「白虎のコゲンタ」と契約。時間が経つにつれてコゲンタとの絆は深まり、次々と襲いかかってくる地流闘神士の刺客を迎え撃つ。

### アニメ版の登場人物

#### 天流
太刀花 リク（たちばな リク）
声 - 福山潤、早水リサ（幼少時）
本作の主人公。天神中学校1年A組在籍のボート部部長。12歳でうお座のO型。白虎のコゲンタと契約。地流の襲撃から逃れるため、母ショウシによって1000年前の平安時代から現代に飛ばされてきた天流宗家で本名は「ヨウメイ」。両親がいないことにコンプレックスを持っており、ソウタロウを唯一の頼れる家族として慕う。温和だが少し内気な性格で辛いことがあっても我慢ばかりしていたが、コゲンタとの出会いにより少しずつ変化が生じていく。カレーライスと二番茶と甘いものが好物。嫌いな物はグレープフルーツジュース。青色を好む。枕が変わっても平気で寝られる。恥ずかしいと感じた時に額を指で掻く癖がある。得意なスポーツはサッカーだが料理は極端に下手である。呑気でやや天然ボケ（フサノシン曰く、ボケボケ闘神士）である。コゲンタのことを掛け替えのない存在だと考えており、失うことを何よりも恐れる。そのため、闘神士と式神の絆や契約に関して対立してしまうことも。また、その心の優しさ故に戦闘に集中できず、「闘いに集中しろ!」と注意されることもしばしば。その反面、自分の過去を弄んだ者や、コゲンタと両親を傷つけた神流の闘神士に対しては、烈火のごとく怒り己を見失ってしまうこともある。
契約して間もない頃は、その自覚に欠け、契約とは何なのかも十分に理解しておらず、闘う理由もはっきりせず、雰囲気に流されて闘うことが多かった。しかし、コゲンタを失わないために強くなることを誓うと、修行や印探しにも積極的に取り組み、天流宗家としての記憶を取り戻すと、自身に課せられた使命と運命を自覚。天流が過去に犯してきた罪、三流派が絡み合う因縁に翻弄されながらも、宗家として今すべきことは何なのかを模索。そして、他流の野望に苦しむ多くの人々を守るため、仲間とともに闘いぬくことを決意。厄災の元凶となったミカヅチとウツホに立ち向かっていく。
自分が天流宗家であるがために両親を苦しめていたと感じており、自分がいなくなることで両親は苦しみから解放されたのだと思っていた。その思いがコゲンタに対して心を完全に開けない原因になっていた。過去の真実を知り、完全に心を開いてからは、力をみんなの笑顔を守るために使いたいと思うようになる。自分の中にいる自分をずっと恐れており、コゲンタのことを憎しみや怒りにまかせて道具のように扱う自身の未熟さに嫌悪感を抱くもコゲンタの言葉によりどちらの自分も受け入れられるようになり、ウツホの幻術にも打ち勝つ強い自信を手に入れる。
闘いが終わった後、1000年前には戻らず「太刀花リク」として生活することを選択。中学1年生の最後にコゲンタとの契約を満了。その後、無事中学2年生となり、ボート部のリュージとともに出場した全国中学生ボート大会にて審査員特別賞を受賞したり、モモに顔を赤らめ思春期の恋愛をうかがわせるなど1年で大きく成長し、皆と楽しくも平凡な日々を過ごしている。
白虎のコゲンタ
声 - 相田さやか
土属性で信頼を司る白虎族の式神。節季は秋分。愛刀「陰陽剣 西海道虎鉄」を振るう。口の悪さが特徴的。1000年以上前から白虎のランゲツとは因縁がある。前大戦では、天流最強の闘神士ヤクモの式神として死闘を繰り広げた。
短気で乱暴な性格だが強いプライドを持っており、契約者のためなら命を投げ出す覚悟も持っている。ただ、自分の想定範囲外の出来事に対して妙に怯み、すべてを受け止めようと気負いすぎる傾向がある。リクの心の闇を理解しない自分の甘さを反省したり、落ち込むリクを慰めたりと優しい面も多い。リクのことをよく叱責するが、リクの穏やかな性格や危なっかしい面を気に入ってもいる。一方で人間を軽蔑している面もあり、富や権力に執着する人間を嫌う。しかし、妖怪などから人間の命を守ることこそ式神と闘神士が本来なすべき役割であるとも考えている。ボケキャラが多い本作において専らツッコミ役だが、時折ボケをかましていた。よく猫扱いされ、そのたびに不機嫌になる。リクの同級生リナには「トラさん（リナの亡き愛猫）」と呼ばれ慕われているが、本人はかなり迷惑している。リクと契約して間もない頃は、闘神士としての自覚に欠けていたリクに歯がゆい思いをして事あるごとに説教することが多かったものの、リクが自分なりに強くなろうと努力するようになると思いやりのある言葉をかけ、調子や学生生活にも気を配ることが多くなる。かつて自分が契約した闘神士たちとの落差に呆れつつ、天流宗家として次第に成長していくリクを頼もしい相棒だと思うようになる。
リクの心の闇についてずっと一人で考えており、その苦しみを無くしてやりたいと願う。また、契約を満了させるための条件が明確にならないことも焦っていた。その気負いや焦りはリクとの心のすれ違いを拡大させ、戦闘にも大きな影響を及ぼした。虎鉄を折ってしまうと、自分がリクの全てを受け止めきれていないのではないかと思うようになり、信頼を勝ち取ろうと必死になり心を開かせようと働きかけるも拒絶される。
実は1000年前に天流宗家を襲撃した張本人。リクの伯父ライホウによって契約前に引きずり出されたうえに大降神させられていたため、当時のことは何も覚えていない。真実が明らかになった際、涙を流してリクに謝罪。信頼を司る式神としての誇りを失いかけ、契約を解除し自分を名落宮に落とすように申し出るも自身には何の罪もないとする言葉に救われる。その夢を叶えるため全力を尽くして闘うことをあらためて誓う。ミカヅチとの決戦では、宿敵ランゲツと共闘。一度は逆式イツムに滅されるが、リクとの絆の力で復活。さらに、大降神とも逆式とも違う新しい形「超降神」を可能にした。ミカヅチ戦後、太極を滅ぼそうとするウツホを止めるため、伏魔殿に赴く。仲間たちとともに激戦を繰り広げるが、ウツホの滅びの力によって消滅してしまう。しかし、太極の窮地を救うために復活。ウツホの願いを聞き入れ、復活した他の式神たちと力を合わせ滅亡寸前の太極を再生した。リクとの契約は全ての闘いが終わった中学1年の最後に満了し、式神界へと帰還する。帰った後もリクの身を案じている。平和な日々にはやや退屈していたが、名の知らぬ闘神士に呼び出された。
白虎の虎武神（びゃっこのとらぶしん）
声 - 三宅健太
大降神のときの姿であり、また同時にコゲンタの式神界に置ける本来の姿である。
ナズナ
声 - 神田朱未
京都にある天流縁の社「新太白神社」の闘神巫女。10歳。柊のホリンと契約。それ故に刻渡りの秘術なども使える。ひとりで新太白神社を切盛りしていたが、リクに月の勾玉を届けた際、そのままソウタロウが経営しているアパートへ引っ越す。リクとソーマの日々の食事の面倒は彼女が見ている。料理は和食が得意だが、洋食もスクランブルエッグなどの簡単なものなら作れる。年齢に反してかなり大人びた言動をする。初めはリクが地流出身のソーマと親しくすることに反対していた。また、コゲンタと同様にマサオミの言動には当初から疑念を抱いていた。何かにつけリクに寄り添おうとするモモを牽制する。愛用のシャンプーは「ジャスミンの雫」。通信教育によって中学3年生までの学習能力を身につけ書道8段の資格も持つ。ソーマのことを意識しているようだが、お互い幼く素直になれずにいつも喧嘩となってしまいがちである。大戦終結後、再び新太白神社へと戻り刻渡りの鏡を用いてマサオミたちを彼らの生まれ育った時代へと帰す。
柊のホリン（ひいらぎのホリン）
声 - ゆかな
ロップイヤー兎の姿をした式神。京都弁で話す。お菓子好き。和服アレンジのゴスロリ服を着ており、ポケットにはキャンディーなどのお菓子をしまっている。「陰陽数珠 嬰児」で様々な術や技を繰り出す。本来の式神界での姿はフランス人形風のぬいぐるみ。超必殺技とは別に大降神後に戦闘不能となったコゲンタの治癒にあたるなど、ヒーリング能力を駆使する。決戦後は契約満了せずに人間界にいる。
吉川 ヤクモ
声 - 福山潤（漫画準拠のパイロット映像）、森田成一（テレビ）
漫画版の主人公。17歳（誕生日が秋分の節季のため物語終盤時は18歳）。コゲンタの元契約者にして名付け親でもある。前陰陽大戦では、父親を救うためコゲンタとともに奮闘。最強の闘神士マホロバや最凶の式神ランゲツと死闘を繰り広げた。現在は生きる伝説の闘神士として天流に名を轟かせている。
五属性、五体の式神と同時契約している。性格は穏やかで冷静沈着。かつての直情的な面は影を潜めている。強大な相手にも臆することなく対峙する強い意思の持ち主。闘神符を巧みに使いこなす圧倒的戦闘能力はコゲンタも認めるほど。闘神符の扱いはコゲンタと契約していた頃よりさらに向上している。
前大戦終結後、暗躍する神流の動向を探索し伏魔殿に赴いていた。神流に対抗するため、名落宮にある「零神操機」の封印を再び解いた。ウツホの「無の力」と自身の「零の力」が衝突すると時空が歪み太極が崩壊してしまうことを悟ると、戦線を離脱。ウツホの「無の力」から太極を守るための人柱となることを選択し、その身を捧げた。闘いの後、実家の太白神社に戻っている。式神を持たずとも闘神士の技量を確かめられる最高の競技をカバティと考えている。
青龍のブリュネ（せいりゅうのブリュネ）
声 - 西前忠久
ヤクモが最も使う土属性の式神。軍人口調。本来は巨大な翼を持つ飛龍。
雷火のタカマル
声 - かわのをとや
火属性。前大戦ではマホロバの部下ランマルに使役されていた。熱血漢。本来は巨大な鷹。
消雪のタンカムイ（しょうせつのタンカムイ）
声 - 大本眞基子
水属性。元気で明るい優等生だが残酷性を持ち合わせる。本来は巨大な海豚。
榎のサネマロ
声 - 麻生智久
木属性。前大戦ではマホロバ四転王、木行王ウンリュウの部下マシラに使役されていた。しばしば、語尾に「…多分」を付ける。
榎の獄門猿（えのきのごくもんざる）
本編未登場。サネマロの本来の姿。額と両目に札を貼った大ザル。
黒鉄のリクドウ（くろがねのリクドウ）
声 - 吉田智則
関西弁を使う金属性の式神。芸人のようなムードで、独自の勝負に拘る。リナから「クワガッティ」というあだ名を付けられている。本来はミサイル搭載車。
西郷 テル（さいごう テル）
声 - 坪井智浩
全く金を持たず修行の旅を続けているバックパッカー青年。16歳。イソロクと契約している。真面目で礼儀正しく誠実だが、思い込みが激しくドジな面もあり、大変な大食漢でもある。その食欲により他者に迷惑を掛けることも多いが憎めない。新太白神社で出会ったナズナに一目惚れして以後彼女の前に出ると行動が突飛になることが多い。なんとか振り向かせようとしているが当人には相手にされていないというよりは「頼れる仲間」以上の認識を持ってもらえない。戦闘時たまに「煩悩」が全開になると人が変わったかのように暴走することもあり、その姿はある意味非常に恐ろしいが、表に出している時の記憶は全く残らない。
大戦を通じ、地流のムツキとはお互いを信頼しあう仲となり、神流討伐隊長になるが、本領を発揮せぬまま大戦終結後任を降り、再び当てもない闘神士としての旅に出る。成長に変化がなく、東京国際展示場に偶々いたナズナによく似た巫女のコスプレの女性に見惚れていたりもしている。
赤銅のイソロク（あかがねのイソロク）
声 - 矢部雅史
金属性の式神。巨体と怪力を生かし、「陰陽鉄球 朝洞塊」での攻撃が得意。語尾に「でごわす」を付けて喋る。本来は巨大なカブトムシ型戦車。テルの暴走に影響され攻撃力が上昇することも。お酒に目がない。大戦終結後、契約満了せずに人間界にいる。
太刀花 ソウタロウ（たちばな ソウタロウ）
声 - 岸野幸正
ヨウメイ（太刀花リク）を現代で受け取った天流の神主。自宅兼アパートの「めぞん太刀花」（自宅住所：信州 磐悌郡 天神町 めぞん太刀花101）を経営している。リクの本当の祖父ではないが、彼を本当の孫として可愛がっている。昔、アパートの近所にある道祖神を祀った神社の宮司をしていた闘神符の使い手。ヤマセとの戦いで入院生活し退院後、自分は天流宗家を育てるには未熟だとして出奔。その間リクの心を埋める物を探しておりショウシたちが詠った石碑を見つけて大戦終結後に再会したリクにそれを伝えた。後に管理人に復帰する。

##### 平安時代の人物
イッセイ
声 - 山口太郎
リクの父親。自分は力がない、と息子を闘神士にして地流の強襲に立ち向かせようとした。解放されたガシンに神操機の手ほどきをする。山上憶良の「宇利波米婆〜」と「銀も金も玉も〜」の和歌をリクのために引用し、石碑として残した。
ショウシ
声 - 能登麻美子
リクの母親。約1000年前の平安時代の世界で鬼門を開き、ヨウメイを地流の強襲から守るために現代の天神町へと送った。またガシンを氷柱の呪術から解放した人物でもある。
ライホウ
声 - 矢部雅史
ショウシの兄でリクの伯父。前天流宗家。宗家としてその身を捧げようとしたが、自分を己の欲を満たすために利用しようとする者たちの多さに絶望していたところに、ウツホに出会った。救いを求めてウツホの封印を解こうとしたが、伏魔殿の力を失うのを恐れた天流の者たちに捕まり幽閉される。そのため、かなり自己中心的な性格になっている。地流の襲撃の際に神流に救出されて言われるがままに地流側に味方し、ウツホの力に汚染されている状態でコゲンタと契約完了せずに大降神させ虎武神で天流総本殿を焼き尽くした。ウツホによって伏魔殿で復活したが、ウスベニ同様にその肉体は妖怪の集合体。超降神したランゲツの技に倒される。
霜花のクロイチ（そうかのクロイチ）
ドーベルマンの姿をした式神。ウツホから四大天「ガンダルヴァ」を与えられる。本編にライホウのパートナーとして登場予定であったが出演は最終話の1回のみ。

##### その他の式神
芽吹のバンナイ
声 - 千葉進歩
行司姿の式神。才能を司る。土属性。強い相手に対しては気弱な一面がある。討伐に当たっていたユーマに遭遇し白虎のランゲツと対峙するが、返り討ちにあい消滅した。彼の闘神士（声 - 矢部雅史）の名は不明。
埋火のジャクヤ
火属性の式神。生命力を司る。地流のイゾウの部下である2人組の闘神士の式神に倒される。彼の闘神士の名は不明。
玄武のラクサイ
声 - 岸野幸正
名落宮に住まう玄武族の老式神。運命を司る。ヤクモとは前大戦からの知り合い。ウツボ2匹がおり、時々2匹交互に台詞を言う時にラクサイからうるさがられているが、2匹は「寂しいくせに」と返している。
玄武のコロク（げんぶのコロク）
声 - 神代知衣
名落宮に住まう玄武族のはぐれ式神。運命を司る。東北訛りで喋るマイペースな性格。リナからは「コロちゃん」というニックネームを付けられた。折れてしまった虎鉄を再生した。玄武族には未来を見通す力があり、リクとコゲンタに待ち受ける運命もわかっていた。心のすれ違いとリクの心の闇の原因はコゲンタにあると告げるが、具体的なことは語らない。リクとコゲンタの関係を見て闘神士と契約するのも悪くないと思うようになる。

#### 地流
飛鳥 ユーマ（あすか ユーマ）
声 - 小田久史
真の地流宗家。ミカヅチグループ本社では幽撃隊リーダー。15歳。ソーマの兄。ミヅキは許婚。白虎のランゲツと契約しており、リクとは対照的な性格で熱血漢。ミカヅチによって両親を失ったショックで笑わなくなったとソーマは言っているが、不敵な笑みは見せている。自らの信念に多大な誇りを持ち、卑怯な戦いを嫌う。孤高な一面もあり、他人と馴れ合うことを由としなかった。しかし、ランゲツたちの行動や言葉により昔の自分が掲げた信念を思い出すことになる。「power」を「パゥワー」と発音（ランゲツもそう言っている）。感情が昂ぶると、目に炎が燃え上がる。大戦終結後、父親と和解。その時ワイルドな髪型をベリーショートに変え、飛鳥神社の宮司見習いとなり、力谷でランゲツとの契約を満了する。物語は終わりを告げたが、ミヅキと遊園地デートをしていることから、ミヅキとの恋物語は静かに続いている。
白虎のランゲツ
声 - 三宅健太
土属性の白虎族の式神。1000年前以上から白虎のコゲンタとは深い因縁がある宿敵同士。種族名とは裏腹に、体色は黒。一人称は「ワシ」。前大戦で最強最悪の闘神士マホロバと契約、逆式化した経験がある。凶悪、獰猛だが、契約者のためならどこまでも忠義を尽くす。ユーマとは「人々の笑顔を守る」という条件で契約したが、その考え方が廃れていた時期もあり、積極的に喚起させる。ユーマの「みんなの笑顔のために使う」という思いを「面白い」と評価していた。リクからは「さん」付けで呼ばれている。お淑やかな人物が好きな模様。大戦終結後、力谷でユーマとの契約を満了し、式神界に帰っていく。
白虎の闇猛虎（びゃっこのやみもうこ）
ランゲツの本来の姿。体の所々に棘が付いた四脚のサーベルタイガー。
飛鳥 ソーマ（あすか ソーマ）
声 - 早水リサ
10歳。雷火のフサノシンと契約するユーマの弟。金色のピアスとアンクレットをしている。ミカヅチによって両親を失い、尼寺に預けられた。本人によるとミカヅチグループに所属する地流闘神士はこの尼寺の出身が多いとのこと。地流闘神士だったが、一時期兄とのいさかいもあって天流に味方していた。地流を破門されている間はリクのアパートに転がり込んでいた。その後すれ違いが修復し再び地流に戻っている。既に大学を卒業し頭脳明晰（日本史は苦手）だが、箸は正しく持つことができず牛丼やハンバーガーなどのジャンクフードを好み、泣き虫ですぐに泣いたりするなど、根は普通の男の子である。ミカヅチグループの株により幾度も儲けていて、TVショッピングに出る高額商品も多数購入している。そのためテレビ番組はいつも株式の番組やニュースばかり見ている。ナズナのことを意識しているようだが、デリカシーのない発言で茶化すなど素直になれず、喧嘩ばかりの毎日である。ミカヅチが倒れ大戦終結後、ミカヅチグループの若社長となり、部下を叱り付ける忙殺する日々を送る。「ビジネスは騙しあい」が彼のビジネスにおける持論。会社が保有する900兆もの莫大な資金を手にし、何かが吹っ切れたかのようにナズナへの猛アタックを仕掛けるが、逆に一喝される始末で恋そのものは前途多難である。
雷火のフサノシン
声 - 渡辺明乃
火属性で希望を司る雷火族のやんちゃな若い式神。飛行速度は最速を誇る。「陰陽手槍 雷鳴王」を振るう。同じ一族のタカマルを慕う。ソーマが地流から破門されても彼について行き、ナズナとの関係改善に導こうと働きかけるなど、彼の世話を焼く。子供っぽく荒っぽい面もあり、短気な性格のコゲンタとは出会ってからたびたび衝突していた。決戦後契約満了せず人間界にいる。
雷火の爆雷羽（いかずちのばくらいば）
大降神のときの姿であり、また同時にフサノシンの式神界に置ける本来の姿。鎧兜を纏った隼。
ミヅキ
声 - 根谷美智子
ミカヅチの養女でユーマの許嫁。16歳。聡明で気丈な女性。許婚がついたことを受け入れられないユーマから反発されることもあったが、彼から離れようとはしなかった。カンナとチームを組み、心を許しあっていた。甘露のクラダユウと契約していたが、ユーマを青龍の乱武竜から守るためクラダユウを失い、記憶を無くす。その直後からユーマを拒絶し始めるが、伏魔殿での旅を経て再び想うようになる。ミカヅチが倒れた以後は飛鳥神社に住み、闘神巫女として再出発する。
甘露のクラダユウ（かんろのクラダユウ）
声 - 立野香菜子
水母に似た姿の式神。「陰陽錫杖 祓々」を武器とする。託宣を得意とし、少なからず回復技が使える。
飛鳥 父
声 - 小西克幸
ユーマとソーマの父親。本名不明。ミカヅチに石化の呪術を掛けられ、人柱にされていた。闘神士はあまり表に出るべきではないと考えている。
飛鳥 母
声 - 根谷美智子
ユーマとソーマの母親。本名不明。ミカヅチとの戦闘後記憶を失ったように見せていたが、実は失っていなかった。

##### 上層部
ミカヅチ
声 - 銀河万丈
ミカヅチグループ元代表取締役社長。57歳。赤銅のイツムの契約者。表向きは地流の宗家としているが、それは真の宗家であるユーマの存在を隠すための偽の名「影の地流宗家」だった。飛鳥家の母が好きで、彼女を振り向かせることが夢だったが、結局振り向かせることはできなかった。ミズキを養女にしたのは若いころの彼女の面影があったため。闘神士は表に出るべきではないとする飛鳥と対立。「四大天」の力によって五行の流れを改変し、地上を実り豊かな世界に作り替えようとした。ウツホを押さえるためイツムと逆式を行うものの、精神を乗っ取られリク、ユーマと対峙するが、極神操機の力で新生したコゲンタとランゲツに敗れ去る。
最後はミズキの身を案じながら倒れるが、最終話エンディングで車椅子に乗っている姿を見せる。
赤銅のイツム（あかがねのイツム）
声 - 銀河万丈
強力な念動力を持つ赤銅族の式神。武器である球体を念動力で操ることにより、オールレンジ攻撃が可能。唯一契約者と同じ声優を務めている。
秘書
声 - 能登麻美子
ミカヅチの金髪の美しき社長秘書。ソーマが社長となった際も秘書を務め、髪型を一本結びからツインテールに変えている。
クレヤマ
声 - 千葉一伸
ミカヅチグループ伏魔殿内捜索部長。四鬼門の一つ、東北の恐山を守護する。四鬼門の力を使う時、大降神時は相撲取りの姿で行う。
榎のコンゴウ
声 - 杉野博臣（大降神時：三宅健太）
参謀肌のゴリラの式神。逆式などの知識が豊富。以前はマホロバ四転王、木行王ウンリュウに使役されていた。大降神しているにもかかわらず意思を強く持ち、喋ることができる。
ナンカイ
声 - 麻生智久
ミカヅチグループ大鬼門建造部長。四鬼門の一つ、四国の八十九ヶ所目の霊場を守護する。四鬼門の力を使用するため、大降神時にお遍路姿で行った。
秋水のナマズボウ（しゅうすいのナマズボウ）
声 - 稲田徹
ナンカイとは契約締結後30年来の付き合いである鯰の式神。ラッパーのような台詞。ナンカイのことを「海ちゃん」と呼んでいる。本来はねぶた祭りのような作りになっているカラフルのアフロ頭で、金の衣装を着ている。
幸子さん（さちこさん）
声 - 佐藤智恵
ナンカイの妻。夫が仕事ばかりしていて家に戻ってこないので長き間寂しい思いをしていたが、彼がナマズボウを失い闘神士としての30年の記憶が全て白紙化されたことをきっかけに、彼との「第2の人生」を歩み始める。ミカヅチグループとは関わりはない。
オオスミ
声 - 手塚ちはる
ミカヅチグループ技術研究部長。典型的なマッドサイエンティスト。四鬼門一つ、琵琶湖を守護する。大鬼門開放時は丑の刻参りの姿で擬似大降神させた。「わに」のマグカップを愛用している。リクたちに敗れた後「このデータのバックアップはとっといて…」と言った。
甘露のミユキ（かんろのミユキ）
声 - 天野由梨
アンモナイトの姿をした式神。自分より美しいものを認めず、リクとコゲンタに薔薇で囲まれているかのような美しさを感じてしまい、これを破壊しようとした。疑似大降神しており、本来の姿は不明。
睦月 茂（ムツキ しげる）
声 - 坂口候一
有限会社ミカヅチセキュリティー代表取締役社長。自身が経営する会社は野生動物の被害の食い止めや悪霊祓い、さらには失恋からの立ち直りなどのあらゆるサービスを執り行っているとのこと。ミカヅチグループ本社では伏魔殿内捜索部→技術研究部所属。技術研究部では広報課長である。伏魔殿内捜索部のころはダイカンと、技術研究部ではマドカとチームを組んでいた。神流討伐隊員でもある。若い娘が嫌いと言っているが、それは睦月に「先生」と慕っていたマドカが戦いに敗れ急に記憶をなくし、彼女に一転「オッサン」「スケベジジイ」と言われ唾を掛けられたことに対する怒りであり、自分に慕っていた頃のマドカには顔を赤らめていたので、痩せ我慢のようである。多少ならずともテルと意気投合し、同士として共闘。
全てが終わった後、最終話エンディングでセキュリティー講師として記憶を失った闘神士たちに本質などを指導していたりと、ミカヅチセキュリティー社長としての仕事をこなしている姿を垣間見せる。
凝寂のエビヒコ
声 - 長嶝高士
海老の姿をした式神。水中戦が得意。「シュコー」が口癖。最終話になってもまだ人間界にいる。

##### 伏魔殿内捜索部
剣崎 イゾウ（けんざき イゾウ）
声 - 飯田利信
ミカヅチの直属の部下。天流討伐部→伏魔殿内捜索部所属。守銭奴であり、金のためなら基本的に何でもする。氏名不明の2人→カスミ・シノノメ→モズ・キクサキとチームを組んでいた。伏魔殿内でフジに闘神石を打ち込んで無理矢理擬似大降神を起こさせたが、反作用で自滅。それを虎武神が奪い返し破壊し伏魔殿が崩壊。その際にできた深い穴に落ち、以後行方不明となっていたが生存していた。
最終話エンディングで有限会社ミカヅチセキュリティーの新人講習会に参加。
黒鉄のフジ
声 - 千葉一伸
かつて白虎のコゲンタと戦った過去があり正々堂々決着をつけたがっていたが、「勝てばいい」としか考えていないイゾウと契約していたため、卑怯な戦いを強いられた。最後は戦いで成長したリクとコゲンタに圧倒され、イゾウに闘神石を埋め込まれ擬似大降神までもさせられ最後まで自らの望む戦いができなかった。
カンナ
声 - 浅野まゆみ
秋水のエレキテルの契約者。伏魔殿内捜索部所属。色が濃いギャル系で、男口調。強気だが気さくサバサバした性格。モズ→ミヅキとチームを組んでいたが、青龍のキバチヨに契約していたエレキテルを倒されてしまい記憶を失う。ミヅキとは仲が良かった。その後水着姿で浜辺のシーンに登場、また最終話エンディングで有限会社ミカヅチセキュリティーの新人講習会に参加した。
秋水のエレキテル
声 - 矢部雅史
鰻の姿をした式神。元気でハイテンションな性格。「ピカー」が口癖。クラダユウに恋心を抱いていた。
モズ
声 - 藤本隆行
伏魔殿内捜索部所属。カンナ→キクサキとチームを組んでいたが、イゾウが彼から闘神石を奪うため、彼の契約しているトウベエが黒鉄のフジにより消された。そのため記憶を失い以後登場はしていない。
柊のトウベエ
声 - 水島大宙
兎の姿をした式神。計略を好む。降神時に芽が出て、花が開いて登場する。最後はイゾウの命による黒鉄のフジにより消された。
キクサキ
声 - 野島裕史
伏魔殿内捜索部所属。モズとチームを組んでいた。いつも笑顔。
豊穣のルリ
声 - 木村亜希子
ペルシャネコの姿をした式神。「ギブアンドテイク」が信念。フサノシンを可愛いと思って気に入っており、コレクションにしようとした。最後はフサノシンの電光雷火撃で倒された。
ダイカン
声 - 杉野博臣
伏魔殿内捜索部所属。睦月とチームを組んでいた。
秋水のリュウコン（しゅうすいのリュウコン）
声 - 矢部雅史
タツノオトシゴの姿をした式神。水中戦が得意。
鷹宮 ハヤテ（たかみや ハヤテ）
声 - 中井和哉
ミカヅチの直属の部下。伏魔殿内捜索部所属。どこの部隊にも属さず単独任務で遂行している一匹狼。マサオミがスクーターのタイヤがパンクで、困っているところを偶然知り合う。その後伏魔殿内で雅臣と再会するも敵対闘神士だったことで対峙。マサオミとの戦いに敗北後記憶失い眠っている最中、マサオミから牛丼特盛り一杯無料券を譲り受けた（記憶を失ったことで本人はそのことを知らない）。
最終話エンディングで有限会社ミカヅチセキュリティーの新人講習会に参加。
青錫のジュウゾウ（あおがねのジュウゾウ）
声 - 石川ひろあき
蜻蛉の姿をした式神。
ガイタツ
声 - 笹田貴之
伏魔殿内捜索部所属。軽薄な男。リクの幼い頃の思い出の場所を破壊しようとした。ナナヤを失った後はコミカルな部分がありながら大人しめになっていた。
青錫のナナヤ（あおがねのナナヤ）
声 - 陶山章央
オニヤンマの姿をした式神。適当な性格。

##### 天流討伐部
剣崎 イゾウ（けんざき イゾウ）
詳細は上記の「伏魔殿内捜索部」を参照。
ヤマセ
声 - 斎賀みつき
天流討伐部所属の少年。リクの最初の相手。一人称は「俺」。春に天神町に引っ越してきたとリクに近づく。春の大例祭に、リクに天神町が平安京と同じ構造だと教え、リクを驚愕させた。記憶を失った後、最終話エンディングで全国中学生ボート大会にウジヤマと共に出場。
青錫のツクモ
声 - 矢部雅史
金属性。螻蛄（オケラ）の姿をした式神。「陰陽ボーガン 細蟹」から矢を繰り出す。白虎のコゲンタが振るう弧月拳舞で砕かれる。
ウジヤマ
声 - 千葉進歩
天流討伐部所属。ユーマに従えていた。ひねくれ者だがランゲツに肩をポンと手を当てられた時に怯えていた。全国中学生ボート大会にヤマセと共に出場。
大火のムミョウ
声 - 今村直樹
蝙蝠の姿をした盲目の式神。
ミササ
声 - かかずゆみ
天流討伐部所属。パンクロックスタイルの衣装を着て、レディース口調で喋る。全国中学生ボート大会にカスミと共に出場。
甘露のコマキ（かんろのコマキ）
声 - 松岡由貴
水属性のクリオネに酷似した式神。結構わがまま。「陰陽錫杖 喰々」を振るう。クリオネに同じく、頭部に口が存在。
ドウゲン
声 - 西前忠久
天流討伐部所属。屈強な体格をした男性。カザンとチームを組んでいた。
椿のゴロウザ
声 - 稲田徹
弁慶風の熊の姿をした式神。豪快な性格。コゲンタと戦って優勢になるもイソロクの応戦に続いて、リクが西海道虎鉄を出現させる印を見つけて印を切り、コゲンタがそれを手に入れたときに一振りした際のエネルギーに当てられ、敗北。
カザン
声 - 笹本優子
天流討伐部所属。気が強い少年。テルの最初の相手。当初は単独任務で遂行していたが、途中で出会ったドウゲンの提案により、彼とチームを組んだ。
榎のオトチカ
声 - ゆきじ
ピグミーマーモセットの姿をした式神。時々スキャットマンのような意味不明な言葉を放つ。イソロクの鉄球に飲み込まれ、敗北。
ウスダ
声 - 私市淳
天流討伐部所属。バンダナを巻いている。
繁茂のマスラオ
声 - 志賀克也
ハリネズミの姿をした式神。土属性。関西弁。
ゴンパチ
声 - 矢部雅史
天流討伐部所属。マッドな雰囲気のサラリーマン。
霜花のライデン（そうかのライデン）
声 - 天田益男
土佐犬の姿をした式神。土佐弁で話す。土属性。
ダンジョウ
声 - 渋谷茂
天流討伐部所属。愛犬を引き連れている闘神士。村長や孫娘であるサクラを人質にとり天流の鬼門を開放しようとしたが、リクたちに阻止される。最終話エンディングで有限会社ミカヅチセキュリティーの新人講習会に参加。
赤銅のミソヒト
声 - 松本大
金属性の式神。「陰陽鉄球 花形見」で大暴れする。
キリヒト
声 - 笹沼晃
ミカヅチの直属の部下。天流討伐部所属。ソーマの最初の相手。ソーマも彼のことを知っている。最終話エンディングで有限会社ミカヅチセキュリティーの新人講習会に参加。
埋火のミンゴベエ（うずみびのミンゴベエ）
声 - 鳥海勝美
フラミンゴの姿をしたお祭り好きの式神。最初は男っぽく、次に敬語で喋り、最後にオネエ口調になるなど、口調が変わりやすい。最後はフサノシンの電光雷火撃に倒される。
2人組の地流闘神士
声 - 泰勇気、徳山靖彦
名は不明。イゾウの部下。天流討伐部所属。コンビネーション戦法を得意とする。天流闘神士を倒すのに時間がかかり過ぎたためにイゾウに自身の契約している式神を消されてしまい記憶を失う。
凝寂のカニエモン
水属性の式神。イゾウの命により黒鉄のフジに消される。
大火のズクマル
火属性の式神。イゾウの命により黒鉄のフジに消される。
チハヤ
声 - 真殿光昭
天流討伐部所属。ナズナの最初の相手。木刀を持っている典型的なヤンキー。クレナイに厳しくされており、少し煩わしさを感じているが、クレナイを失った時に涙を流しており、本当はクレナイを大切に思っていた。
楓のクレナイ（かえでのクレナイ）
声 - 加藤優子
シカの姿をした式神。「陰陽弓 紅星」を使うだけじゃなく、角での攻撃もできる。常に敬語で喋っている真面目な女性。汚い手で自分の闘神機を触るのは許さない。最後はホリンの応戦後コゲンタに倒される。
シノノメ
声 - 水田わさび
天流討伐部所属第二係の少年。イゾウの部下。イゾウとカスミとでチームを組んでいた。
繁茂のニンクロウ（はんものニンクロウ）
声 - 阪口大助
アルマジロの姿をした式神。ヒップホップ系の衣装を着ている。
カスミ
声 - 石村知子
天流討伐部所属第二係の少女。イゾウの部下。メガネをかけている。イゾウとシノノメとでチームを組んでいた。全国中学生ボート大会にミササと共に出場。
芽吹のフウライ（めぶきのフウライ）
声 - 大倉正章
カメレオンの姿をした式神。海賊の船長のような衣装を着ている。
ムラサメ
声 - 服巻浩司
天流討伐部第二係。仕事が減り給料が減ったことにぼやいている。タイザン部長の提案によるリクの両親が生きているなどと騙しリクを戦意喪失しようと企むが、それが裏目に出てリクの怒りにて敗北した。だがそれは彼を利用するためのタイザンの企みだった。
白銀のチヨロズ（しろがねのチヨロズ）
声 - 林真里花
蟷螂の姿をした式神。花魁口調。降神時の演出は障子を切り裂き、その後に前に進む。

##### その他の部署
スバル
声 - 石村知子
有限会社ミカヅチセキュリティーの下請け闘神士。実家は地流の社。両親がミカヅチグループに連れられ、彼もそのまま闘神士となった。ホウシュンの契約者。突然闘神士になったため、敵と戦った経験はない。ソーマに印の切り方を教わり、初めて妖怪を退治した。ホウシュンを失った以後は地流縁の尼寺に預けられている。その時はパンダのTシャツを着ている。
椿のホウシュン
声 - 千葉一伸
木属性。椿族の大人しいパンダの姿をした式神。「陰陽斧 茶子菜々」を使い得意の料理でリクたちに敵にもかかわらず青椒肉絲を振舞ったこともある。スバルと契約していたが、地流を裏切って天流になろうとしたところをタイザンに見つかり、霜花のオニシバに消される。
マドカ
声 - 折笠富美子
技術研究部所属。睦月とチームを組んでいた。オオスミ部長のデータ収集の手駒として利用され命の危機に去らされるが、睦月の気転によるリクたちとの協力を申し出たことで、事なきを得る。コウフクがいる時には素直な口調だが、コウフクが倒され記憶がなくなると口調が悪くなる。
埋火のコウフク（うずみびのコウフク）
声 - 三川二三
オウムの姿をした式神。オオスミ部長の企みにより否応なく疑似大降神されるが、マドカを救う手段としてコゲンタに消される。

#### 神流
空（ウツホ）
声 - 大本眞基子
約1200年前に伏魔殿に封印された異能の少年。1213歳。式神と心を通わせることができ、妖怪をも手懐ける術を持つ。四大天の力を得て、式神の契約を自在に改竄することや妖怪を創造することが可能。どこで生まれ育ったかは不明。身寄りのない自らを「空（ウツホ）」と名付けた。かつて、式神たちとともに戦乱で荒廃した太極を救済し、人々に忌嫌われた妖怪を伏魔殿に解放して平安の世を実現した救世主。人を疑うということを知らない心優しい少年であったため、後の天流と地流に分かれる闘神士たちに四大天の力だけを奪われて伏魔殿の奥深くに封印された。天地両流派には「禍々しい存在」「悪魔」として伝えられていた。長き年月を経て神流の生き残りの手により復活して以後神流を従える。
封印されている1200年の間に、人間こそが太極に巣くうゴミであり、式神たちは愚かな人間たちに苦しめられているのだと悟り、この世に絶望。太極を「無」で覆い尽くして自然と式神を滅亡に追い込んだ。自分と式神との絆を強調するが、式神の精神を操り道具のように使い捨てる。また、式神の契約を「不毛なもの」「形だけの絆」であると考える。自分の思い通りにならない存在は滅びればよいと考えるなど、かつての自然と式神を愛した心優しい少年の面影は完全に失われている。
四大天の力が自分に備わっていたから太極を救えたのであり、自分でなければこの世の行く先を決める権利は無いのだと考えていた。だが、四大天の力は実は式神たちから与えられたものであり、自分はただ周りの人々を喜ばせて式神たちが傍にいることを感じることができればいいと望んでいたことを対峙したリクたちの抗う姿と言動によって悟った。太極の自然とともに一度は滅び去ったかと思われた式神たちがウツホの願いを叶えるため再度降神すると、ともに協力し現世の太極を救う。だが、全ての力を使い果たして急激に老化。「ありがとう」の言葉を残して儚く散る。
大神 雅臣（おおがみ マサオミ）
声 - 竹若拓磨、渡辺明乃（少年時）
本名「雅臣（ガシン）」。17歳。暇な時にはナンパで女性を引っ掛け、またある時にはガンプラを作る。牛丼などの丼物マニア。姉ウスベニから青龍のキバチヨの契約を受け継いだ人物。身分を偽ってリクと天流に接近した。結果として彼の覚醒に大いに貢献することとなる。元は平安時代の人間で、争いを避けて姉とともにウツホの里で平和に暮らしていた。しかし、ウツホの力を狙う闘神士たちによって姉は人柱にされ、自身は伏魔殿の奥底に封印されてしまった。その後、リクの母ショウシによって救い出されると、名落宮に落ちていたキバチヨと契約し、タイザンの封印を解いて神流に参加、姉を取り戻すためにウツホの復活を目論んだ。
元々は心優しい性格だったが、天地両流派への復讐に取り付かれて冷酷かつ残忍な面を剥き出しにすることも。タイザンの給料からいくらか貰って生計を立てていた。まだタイザンが地流・天流討伐部の下っ端で給料が少なかった頃、ランゲツと同じ声の店長（ランゲツ店長）が務める牛丼屋ハッピーチェーンで牛丼を食べたことから牛丼が好物になった。焦った時などに爪を噛む癖がある。目的のために神流を利用しているつもりでいたが、ウツホの力で復活した姉ウスベニは実は妖怪の集合体であり本物ではなかった。そのことを知り、失望を乗り越えて己の運命に立ち向かっていった。ウツホが散った後、姉や里の子供らを救い出すことに成功。ハッピーチェーンの牛丼や大量の牛丼の材料、そして1台のスクーターを持ち、刻渡りの鏡により元居た時代へと帰って行った。しかし、そのせいで現代では「牛丼神社発見」やスクーターの不法投棄などと大騒ぎとなってしまう。過去に戻っても現代の言葉遣いが抜けず、キバチヨと共にウスベニに怒られてばかりいる。一度1200年前に帰ったのだが、牛丼の無料券を使い終えるために再び現代に戻って来たりしている。
青龍のキバチヨ（せいりゅうのキバチヨ）
声 - 勝杏里
マサオミと契約した陽気な青龍の姿をした式神。人望を司る。「陰陽矛 逆鱗牙」を振るう。登場時の高笑いが特徴。ふざけているような行動でも何かと人望を集めてしまう。現代にすっかり馴染んでおり、言葉の端々によく英語が混ざる。元々はマサオミの姉であるウスベニと契約していた。マサオミがやたらと丼物に拘る姿にはやや呆れている。マサオミに同じく現代の言葉遣いが抜けない。ランゲツ同様リクに「さん」付けで呼ばれている。
青龍の乱武竜（せいりゅうのらんぶる）
キバチヨの本来の姿。首に苗代、左手首に数珠をつける。
ウスベニ
声 - 岡本麻弥
ガシン（マサオミ）の姉。青龍のキバチヨを従える本来の契約者だった。ウツホと共に封印されていたが、千二百年の時を経て開放される。だが、実はそれは偽者。その体は複数の妖怪からできていた。
大戦終結後、コゲンタとランゲツによる鏡合わせの印により封印を解かれる。マサオミやタイザン、そして里の子供たちと共に過去へと戻り以前の生活に戻った。ただし、現代の言葉を使う二人にギャップを感じている。
朱雀のバラワカ
声 - 千葉一伸
朱雀の姿をした式神。ウツホから四大天「ナーガ」を与えられた。しかし、契約者に全く恵まれていない。降神時ではほかの式神と違って障子ではなくステンドグラス。それを突き破って、炎を纏った馬に乗って登場する。
タイザン
声 - 鳥海浩輔
マサオミと同じく、平安時代の一貴族の人間。地流であるミカヅチグループに社員として潜入、天流討伐部長という地位を駆使し、色々な情報を入手し暗躍。地流闘神士の時は、四鬼門の一つ、九州の筑豊を守護した。霜花のオニシバと契約。マサオミには友好的な態度を見せていたが、同時に対決する予感があったらしい。ウツホを闘神士に密告した張本人。ガシンとの対決に呪符で強化を図ったが耐え切れずに倒れる。ウツホの力はこのままでは権力者や野心家などに利用されるに過ぎないと考え、あえて悪に徹した。それは煌びやかで名前だけの平和の裏から見え聞こえる都の醜さと恐ろしさを知っているためであった。ウスベニを好いている。
オニシバを撃破された後、記憶を失っている。それ故に、現代の文明が妖怪のようで恐ろしくて堪らない様子。1200年前に戻ってようやく一息吐いたかと思われたが、雅臣が持ち帰った現代の機械「スクーター」で里の子供たちに追い掛けられていた。
ウツホ復活後は側近としてウツホに従えていた一人。
霜花のオニシバ
声 - 天田真人
タイザンと契約した式神。捻り鉢巻きとサングラスが特徴で一人称は「あっし」。一度は倒されるが、「地流」としてであったためにタイザンが「神流」として復活すると共に再び出現する。四大天「デーバ」と呪符で強化されていたが、タイザン自身負荷に耐え切れずにキバチヨが繰り出した「陰陽矛 逆鱗牙」の一撃で倒れる。
ショウカク
声 - 室園丈裕
神流創設時のメンバー。ゼンジョウとチームを組んでいた。ウツホに心酔している。1200年前に戻らないで最終話エンディングで有限会社ミカヅチセキュリティーの新人講習会に参加。
ウツホ復活後は側近としてウツホに従えていた一人。
大火のヤタロウ（おおびのヤタロウ）
声 - 小西克幸
鴉の姿をした忍び式神。孤独を好む。ウツホから四大天「アスラ」を与えられた。
タイシン
声 - 成田剣
神流創設時のメンバー。雅臣に従えていた。天流によって封印されていたが復活。ヤクモを倒そうとするが返り討ちにあう。1200年前に戻らず最終話エンディングで有限会社ミカヅチセキュリティーの新人講習会に参加。
消雪のマガホシ
声 - 長嶝高士
鮫の姿をした式神。
消雪の大顎（しょうせつのおおあぎと）
マガホシの本来の姿。首に歯の首飾りを身に着けている。ヤクモが使役する五体の式神によって倒される。
楓のダイカク
声 - 麻生智久
鹿の姿をした式神。マガホシが倒されウツホ復活後新たに登場した二人目の式神。
ゼンジョウ
声 - 矢部雅史
神流創設時メンバー。ショウカクとチームを組んでいた。1200年前に戻らず最終話エンディングで有限会社ミカヅチセキュリティーの新人講習会に参加。
椿のカンタロウ（つばきのカンタロウ）
声 - 千葉一伸
白熊の姿をした式神。
玄武のガンゾウ（げんぶのガンゾウ）
声 - 小西克幸
玄武の姿をした式神。背中にいる白蛇スズネが妻。愛妻家。
カンタロウが倒されウツホ復活後新たに登場した二人目の式神。

#### 天神中学校

##### ボート部
上善寺 モモ（じょうぜんじ モモ）
声 - ゆかな
リクが3歳の時からの幼馴染でクラスメイト。12歳。ボート部所属。リクとの恋愛を頭の中で一人で妄想して暴走することもしばしば。料理は上手とは言えず、リクをも驚愕させる。闘神士同士の争いに巻き込まれる中、否応なく闘神士また天流宗家として戦っているリクが、自分から離れていってしまう孤独感を覚え、幾度となく辛い思いをし、かなり複雑な心境。いきなり京都から来たナズナに嫉妬している。妖怪を集めてしまう体質。リクの悪夢の中でネネと契約。神操機で印を切る時、相合傘マークを描くように印を切った。その際に出てくる八方音が「震」「坎」「兌」「離」ではなく「I」「Love」「You」「リッくん!!」となっていた。
全てが終結し、中学2年に進級。その思いが成就し、リクと両思いになれたようである。
豊穣のネネ（ほうじょうのネネ）
声 - 神田朱未
ネコの姿をした式神。リクの夢の中で登場した。「コタツでごろニャーン♪ミカン食べ放題冬の陣」というコタツを召喚するという内容のコミカルな必殺技を持つ。大降神した時の姿はリボンを付けた招き猫。
麻生 リナ（あそう リナ）
声 - 能登麻美子
眼鏡をかけた霊感が強い少女。リクのクラスメイト。12歳。ボート部所属。以前交通事故で亡くした飼い猫の「トラさん」をコゲンタと重ね合わせ彼を「トラさん」と呼び、振り向かせようとプレゼントを持ってきたりと押し掛けては鬱陶しがられているが、一行にめげる気配はない。他の式神を全員必ず愛称で呼ぶ。闘神符が使え、妖怪や式神を認識できる面もあり、妖怪に名前をつけ手懐けさせる。「テンちゃん」というキツネやリスのような生き物を飼っている。電波なのは母譲り。ボートをリュージと一緒に漕ぐと必ず無茶苦茶な操縦をする。リクの悪夢の中でヒヨシノと契約。神操機でリクが西海道虎鉄を出現させる動きで印を切った。その際に出てくる八方音は「トラ」「さん」「命」となっていた。また、巨大化までした。
癒火のヒヨシノ（いやしびのヒヨシノ）
声 - 小桜エツ子
白鳥のヒナの姿をした式神。リクの夢の中で登場した。西海道虎鉄が出てくる演出で「トラさん専用ネコじゃらし」を手に取り、コゲンタのネコの本能をくすぐらせた。
香美屋 龍治（かみや リュージ）
声 - 水島大宙
リクのクラスメイト。12歳。ボート部の熱血部員。複雑な家庭環境から初期は尖っていたが、彼もまた闘神士同士の戦いに巻き込まれ、リクの素性を知り、徐々に心を開き、やがてやたらと世話を焼くようになる。ボートは幼少期に父親と一緒に乗った楽しい想いから好きになった。そのボートの中でも特にスワンボートが大好き。ファーストフードなどを嫌い、野菜を使い栄養に気を使った料理を好む。特に野菜の中でもネギが大好きで、そのネギを符で強化して妖怪を倒す武器にしたことさえある。また、料理は非常に上手く、自炊もできる。母親は夜の仕事をし、可愛がってくれた父親が近頃仕事が忙しく、家にあまり帰ってこず寂しさを感じていたが、授業参観で久しぶりに父の姿を見ることができ、男泣きもした。全国中学生ボート大会にてリクと共に審査員特別賞を受賞。
間宮 ユミ（まみや ユミ）
声 - 立野香菜子
1-A副担任兼ボート部顧問。担当は国語。新人ゆえに休みが欲しいらしい。かなりの巨乳。教師であるにもかかわらず妖怪級の邪念の持ち主で、リクたちを唖然とさせることもしばしば。「必殺 サボり顧問の術」と題した右拳で自身の携帯電話を壊したこともある。目的（欲望）のためなら努力も惜しまないがそれが報われることは少なく根本的には悪い人ではない。
最終回でリクの両親が彼に宛てた石碑の和歌とその意味を聞かせる。

##### 教員・生徒
渡辺 洋二（わたなべ ようじ）
天神中学校校長。保護者各位「授業参観と学級PTAのお知らせ」で名前だけの登場。
担任
声 - 麻生智久
リクたちのクラス、1-Aの担任。名は不明。最年長者。
稲永 ふみ（いななが ふみ）
声 - 岡嶋妙
モモの友達・クラスメイト。間宮に1学期の成績表をクラス全員に見せびらかされ、困惑して間宮に怒鳴っていた。
ヤヨイ
声 - 渡辺明乃
モモの友達・クラスメイト。父親がとある会社の社長である。
トモミ
声 - 早水リサ
モモの友達・クラスメイト。
サツキ
モモの友達・クラスメイト。
清水（しみず）
声 - 矢部雅史
リクのクラスメイト。
駒田（こまだ）
リクのクラスメイト。
岡崎（おかざき）
リクのクラスメイト。
オダ
リクのクラスメイト。父親がとある雑誌の編集長。

#### その他
サクラ
声 - 神田朱未
村長の孫娘。地流のダンジョウの襲撃の際にリクに助けを求めた。
トラジ
声 - 渡辺明乃
猫又。野菜を調達しに行ったリュージを追いかけ回し、彼がモモたちのもとに戻った時にそのままリナに懐き居ついてしまった。リュージを激しく嫌う。
TVキャスター / TVの声 / TVアナ
声 - 矢部雅史
NHKテレビのような雰囲気のニュース番組のニュースキャスター。
お天気おじさん
声 - 矢部雅史
天気予報士。
ナレーション
声 - 銀河万丈
本編の解説役。

#### 各鬼門一覧
天神町の隠れ社（てんじんちょうのかくれやしろ）
リクとコゲンタが出会った場所であり、青錫のツクモ、大火のムリョウ、繁茂のマスラオ、埋火のミンゴベエと戦って倒した場所。第九話まで半壊していたが、第十四話は修復されていて、伏魔殿の出入り口となった。そして、リクとコゲンタが契約を満了して別れた場所である。
妙霊山の山腹（みょうれいざんのさんぷく）
岩場にしめ縄をされた大木がある場所。白虎のコゲンタが榎のオトチカ、椿のゴロウザと戦っている最中に、共鳴して木が岩を貫き、大木は大石と共に浮き上がって木のフィールドになる。大石に印がある。
海岸近くの洞窟（かいがんちかくのどうくつ）
洞窟に入って進むと突き当りがある。ドライブを掲げると隠し扉が開いて、闘神符の修業場がある。
森の要石（もりのかなめいし）
農村の森の中に、苔を生やした石が積み重ねて一番上の石に注連縄がしてある。その近くのダム湖の底に怒涛斬魂剣の印がある。
太白神社（たいはくじんしゃ）
京都にある神社で、ヤクモの実家。ナズナがここで管理と修業を任された。時渡りの鏡がある。
天流遺跡「千年前の天流宗家の住まい」（てんりゅういせき「せんねんまえのてんりゅうそうけのすまい」）
第一話冒頭で地流に破壊されて、リクは奥の間でショウシによって現代に飛ばされた。半年前に発掘作業が行われた。そこには、焼けた桜の木がご神木として扱われた。リクが10年前にやって来た同時に花が咲いた。中に月の勾玉がある。
青龍神社（せいりゅうじんじゃ）
京都の東に当たる青龍を祭った神社。マサオミはここから伏魔殿に行った。
地流・ミカヅチビル（ちりゅう・ミカヅチビル）
東京都心にある。デザインは太極図を立体にした建造物。内部に技術研究部、天流討伐部、伏魔殿捜索部、そして、伏魔殿に出入りする部屋がある。闘神石を用いて人工の大鬼門が建造されており、ミカヅチは最上階で翁の能面をかぶって能をしながら四鬼門のからのエネルギーを受け取った。
飛鳥神社の滝の裏側（あすかじんじゃのたきのうらがわ）
村のユーマの実家である飛鳥神社の裏側にある滝の洞窟の祠。ユーマはここで、ランゲツと契約した場所であり、契約を満了して別れた場所である。
四国八十九ヶ所目の霊場（しこくはちじゅうきゅうかしょめのれいじょう）
地流の四部長、大鬼門建造部長・ナンカイが守護する四鬼門の一つ。
琵琶湖（びわこ）
地流の四部長、技術研究部長・オオスミが守護する四鬼門の一つ。
恐山（おそれざん）
地流の四部長、伏魔殿捜索部長・クレヤマが守護する四鬼門の一つ。
筑豊の炭鉱（ちくほうのたんこう）
地流の四部長、天流討伐部長・タイザンが守護する四鬼門の一つ。

### スタッフ
- 原作 - 富沢義彦（集英社）
- 漫画 - 海童博行（集英社）
- 監督 - 菱田正和
- シリーズ構成 - 千葉克彦→岡崎純子
- オリジナルキャラクター / 式神デザイン - 福田道生
- アニメーションキャラクターデザイン - 倉田綾子
- アニメーション式神設定 - 榎本勝紀
- 美術監督 - 小川由紀子
- 色彩設計 - 村上智美
- 撮影監督 - 末弘孝史
- 編集 - 山森重之→坂本久美子
- 音楽 - 福島祐子
- 音響監督 - 藤野貞義
- プロデューサー - 山川典夫、 実松照晃、渡辺洋一
- 製作協力 - バンダイナムコホールディングス
- 製作 - テレビ東京、NAS、サンライズ
- 著作権 - (C)2004 SUNRISE INC.・テレビ東京

### 主題歌
オープニングテーマ
「君となら」（1話 - 26話）
作詞・作曲 - Yuya Abe / 編曲 - Jiro Miyanaga & Suther Rand / 歌 - サザーランド
「PULSE」（27話 - 52話）
作詞・作曲・編曲・歌 - FAKE?
エンディングテーマ
「空カケアガル」（1話 - 13話）
作詞 - ハル、hidemix / 作曲 - 雷鼓 / 編曲：本間昭光、雷鼓 / 歌 - 雷鼓
「白い冬」（14話 - 26話）
作詞 - hidemix、ハル / 作曲 - ハル / 編曲・歌 - 雷鼓
「君に届くまで」（27話 - 52話）
作詞・作曲 - 星和生 / 編曲 - 熊谷主穀 / 歌 - 柳澤純子

### 各話リスト
| 話数 | サブタイトル             | 脚本              | 絵コンテ              | 演出               | 作画監督   | 放送日         |
| ---- | ------------------------ | ----------------- | --------------------- | ------------------ | ---------- | -------------- |
| 1    | 降神!白虎のコゲンタ      | 千葉克彦          | 菱田正和              | 菱田正和           | 榎本勝紀   | 2004年 9月30日 |
| 2    | 地流強襲                 | 千葉克彦          | 菱田正和              | 工藤寛顕           | 佐久間信一 | 10月7日        |
| 3    | 白虎激突                 | 千葉克彦          | 菱田正和              | 藤田陽一           | 榎本勝紀   | 10月14日       |
| 4    | 剛剣!西海道虎鉄          | 大和屋暁          | 信天翁経堂            | わたなべじゅんいち | 榎本勝紀   | 10月21日       |
| 5    | 竜虎激闘                 | 千葉克彦          | タカギシゲキ 菱田正和 | 高木茂樹           | 榎本勝紀   | 10月28日       |
| 6    | 舞え!闘神符              | 岡崎純子          | よこた和              | 安川勝 菱田正和    | 佐久間信一 | 11月4日        |
| 7    | 発動!怒涛斬魂剣          | 樋口達人          | 井内秀治              | 工藤寛顕           | 榎本勝紀   | 11月11日       |
| 8    | ユーマとソーマ           | むとうやすゆき    | 菱田正和              | 藤田陽一           | 佐久間信一 | 11月18日       |
| 9    | 闘う心                   | 大和屋暁          | 上原秀明 菱田正和     | 西山明樹彦         | 榎本勝紀   | 11月25日       |
| 10   | 古都、神秘の戦い         | 岡崎純子          | よこた和              | わたなべじゅんいち | 佐久間信一 | 12月2日        |
| 11   | 天流遺跡の秘密           | むとうやすゆき    | 上原秀明 菱田正和     | 安川勝             | 榎本勝紀   | 12月9日        |
| 12   | 天地驚愕、大降神         | 千葉克彦          | 菱田正和              | 工藤寛顕           | 佐久間信一 | 12月16日       |
| 13   | 二人の絆                 | 樋口達人          | 悠凛々                | 藤田陽一           | 実原登     | 12月23日       |
| 14   | 伏魔殿侵入               | 千葉克彦          | 中村憲由              | 西山明樹彦         | 佐久間信一 | 2005年 1月6日  |
| 15   | 鬼門遁走                 | 千葉克彦          | 菱田正和              | わたなべぢゅんいち | 佐久間信一 | 1月13日        |
| 16   | 刺客再来                 | 岡崎純子          | 信天翁経堂            | 工藤寛顕           | 榎本勝紀   | 1月20日        |
| 17   | 白虎水中大決戦!          | 樋口達人          | よこた和              | 安川勝             | 佐久間信一 | 1月27日        |
| 18   | 城塞の封印               | むとうやすゆき    | 井内秀治              | 藤田陽一           | 榎本勝紀   | 2月3日         |
| 19   | 秘湯の死闘               | 千葉克彦          | 竹内浩志              | 西山明樹彦         | 佐久間信一 | 2月10日        |
| 20   | 戦慄の大降神             | 岡崎純子          | 中村憲由              | わたなべぢゅんいち | 佐久間信一 | 2月17日        |
| 21   | その名はヤクモ           | 樋口達人          | 信天翁経堂            | 安川勝             | 榎本勝紀   | 2月24日        |
| 22   | 心に刻まれた印           | 岡崎純子          | よこた和 菱田正和     | 工藤寛顕           | 佐久間信一 | 3月3日         |
| 23   | 白虎消失                 | 千葉克彦          | 菱田正和              | 藤田陽一           | 榎本勝紀   | 3月10日        |
| 24   | 再びの過去               | 千葉克彦          | 菱田正和              | 西山明樹彦         | 佐久間信一 | 3月17日        |
| 25   | 開封・零神操機           | 樋口達人          | 信天翁経堂            | わたなべぢゅんいち | 佐久間信一 | 3月24日        |
| 26   | 大鬼門開放               | 千葉克彦          | 菱田正和              | 安川勝             | 榎本勝紀   | 3月31日        |
| 27   | 節季凶乱                 | 樋口達人          | 中村憲由              | 工藤寛顕           | 佐久間信一 | 4月7日         |
| 28   | 封印の胎動               | 岡崎純子          | 菱田正和              | 藤田陽一           | 榎本勝紀   | 4月14日        |
| 29   | 敵地への招待             | 岡崎純子          | 菱田正和              | 西山明樹彦         | 佐久間信一 | 4月21日        |
| 30   | 四鬼門に駆けた漢         | 本田雅也          | 信天翁経堂            | わたなべぢゅんいち | 榎本勝紀   | 4月28日        |
| 31   | 重なる想い               | 樋口達人          | 菱田正和              | 安川勝             | 佐久間信一 | 5月5日         |
| 32   | 渚のゴールドラッシュ     | 江夏由結          | 中村憲由              | 工藤寛顕           | 榎本勝紀   | 5月12日        |
| 33   | 時を越えた再会           | 加藤陽一          | 菱田正和 藤田陽一     | 藤田陽一           | 佐久間信一 | 5月19日        |
| 34   | 龍虎、再び               | 本田雅也          | 井内秀治              | 西山明樹彦         | 榎本勝紀   | 5月26日        |
| 35   | 力の代償                 | 樋口達人          | 菱田正和              | わたなべぢゅんいち | 佐久間信一 | 6月2日         |
| 36   | はぐれ式神、コロクの試練 | 加藤陽一          | 信天翁経堂            | 安川勝             | 榎本勝紀   | 6月9日         |
| 37   | 砕かれた信頼             | 岡崎純子          | 竹内浩志              | 工藤寛顕           | 佐久間信一 | 6月16日        |
| 38   | 凶星、流れる             | 岡崎純子          | 中村憲由              | 藤田陽一           | 榎本勝紀   | 6月23日        |
| 39   | 決戦!天と地と            | 樋口達人          | 菱田正和              | 西山明樹彦         | 佐久間信一 | 6月30日        |
| 40   | 極めし力、白虎新生       | 樋口達人          | 井内秀治              | わたなべぢゅんいち | 佐久間信一 | 7月7日         |
| 41   | ウツホ復活               | 江夏由結          | 信天翁経堂            | 安川勝             | 鈴木幸江   | 7月14日        |
| 42   | 蒼の覚醒（めざめ）       | 本田雅也          | 井内秀治              | 工藤寛顕           | 榎本勝紀   | 7月21日        |
| 43   | 汚された救世主           | 加藤陽一          | 中村憲由              | 西山明樹彦         | 佐久間信一 | 7月28日        |
| 44   | 紅い罠                   | 樋口達人          | 戸部敦夫              | 藤田陽一           | 榎本勝紀   | 8月4日         |
| 45   | 燃えろ!ソーマ            | 岡崎純子          | 菱田正和              | わたなべぢゅんいち | 佐久間信一 | 8月11日        |
| 46   | さらば、ヤクモ           | 本田雅也          | 信天翁経堂            | 安川勝             | 榎本勝紀   | 8月18日        |
| 47   | 四大天の猛攻             | 江夏由結          | 菱田正和              | 工藤寛顕           | 鈴木幸江   | 8月25日        |
| 48   | 宗家の資格               | 加藤陽一          | 中村憲由              | 西山明樹彦         | 榎本勝紀   | 9月1日         |
| 49   | 夢の終わり               | 岡崎純子          | 菱田正和              | 藤田陽一           | 佐久間信一 | 9月8日         |
| 50   | 絆をかけて               | 樋口達人          | 戸部敦夫              | わたなべぢゅんいち | 榎本勝紀   | 9月15日        |
| 51   | 終焉の太極               | 樋口達人          | 戸部敦夫 菱田正和     | 工藤寛顕           | 佐久間信一 | 9月22日        |
| 52   | 巡る節季（とき）の中で   | 岡崎純子 菱田正和 | 菱田正和              | 菱田正和           | 榎本勝紀   | 9月29日        |

### 放送局
| 放送地域 | 放送局         | 放送期間                      | 放送日時           | 放送系列                      | 備考 |
| -------- | -------------- | ----------------------------- | ------------------ | ----------------------------- | ---- |
|          | テレビ東京系列 | 2004年9月30日 - 2005年9月29日 | 木曜 18:00 - 18:30 | テレビ東京系列                |      |
| 日本全域 | BSジャパン     | 2004年10月7日 - 2005年10月6日 | 木曜 18:55 - 19:25 | テレビ東京系列 BSデジタル放送 |      |

## 用語
太極神（たいきょくしん）
地球が進化する力。この封印が解かれると未曾有の災害を齎す。過去に解かれたもののうち、3回目は一般にノアの大洪水と呼ばれている。
大極文字（たいきょくもじ）
式神と闘神士が使う特殊な文字。式神の衣装や武器、闘神士の使う符や封印に記されている。ヤクモは読めなかったが式神は読むことができる。
太白神社（たいはくじんじゃ）
陰陽や寺社系統と外れた天流闘神士専用の活動拠点として分かれた神社でヤクモの実家。「太白」とは戦闘を象徴とする金星の異名。ヤクモたちが住んでいるのは支殿。
闘神士（とうじんし）
自然の神々である式神と契約し、闘神機や神操機で式神界から式神の力を引き出し魑魅魍魎と戦う陰陽道を戦闘に特化した者たち。時代と共に多種多様の職業の人々に浸透。1200年前に国同士の争いで式神を戦いの道具として使い、数多くの式神たちが名落宮に突き落とされた。結果、式神たちが司っていた自然が荒廃し、妖怪を溢れさせてしまう。
闘神巫女（とうじんみこ）
闘神士を補助する巫女。特殊能力を持ち、緑色の勾玉を髪飾りとしている。
黄泉送り（よみおくり）
禁忌を犯した闘神士を異次元に封印する儀式。
五行の理（ごぎょうのことわり）
木・火・土・金・水の五つの気を総称したもの。一定の法則に従いバランスを保っている。それぞれには相性があり、式神同士の戦闘に大きく影響する。
逆式（さかしき）
闘神士が式神を取り込み強大な力を得る禁術。発動には5人の属性が異なる闘神士を生贄とし複雑な印を切らなければならない。場合によっては取り込んだ式神に闘神士の肉体が乗っ取られることもある。
闘神機（とうじんき）
式神の力を現世に解放する球状の召喚機械。式神が倒されても記憶消失することは無いが、二度と同じ式神と契約することができない。
八方音（はっぽうおん）
闘神士が式神に印を切る時に唱える、いわゆる呪文詠唱や武器言語のこと。「坎」「離」「兌」「震」「乾」「巽」「坤」「艮」を音階で表現した言葉である。
印（いん）
闘神士が召喚機械によって式神に攻撃行動を伝えるためのサイン。これがないと式神は有効な行動ができない。また、初めから知っているはずもないので新しい印を覚えることは少なからず強くなるとも言える。天流では全国各地に散らばっている鬼門や寺社仏閣に割り振って探し当てる方法を修行の一環としている。また、式神が信頼の証として教えることもある。神操機とは互換性が無いため、同じ式神の同じ技でも違う物になる。
闘神符（とうじんふ）
副次攻撃や防御、身を隠すなど多様に使用できる鬼門の文様が描かれた赤札。漫画版では、符力が続く限り式神を降神、使役することもできる。裏面の中心付近に効果に対応した漢字が現れる。
刻渡りの鏡（ときわたりのかがみ）
過去に行ける神器。タイムマシンのように自在に行き来するほど万能ではなく、何らかの波動を捉えた場所にしか行けない。基本的に能力を持った闘神巫女が使用する。微調整しないととんでもない場所に行き着いてしまう。
闘神装束（とうじんしょうぞく）
闘神士たちが戦いの際に身に付ける防具。三流派に共通しているのは首当て手甲流派章である（ただし、流派章は各流派でデザインが異なる）。首当ては八方音を唱えるため、手甲は刀や銃弾から守るためを前提としている。
名落宮（ナラク）
式神にとって地獄のような世界。闘神機や神操機（ドライブ）が壊れるか、闘神士が死亡してしまうか、契約者との契約に違反してしまうなどで式神界に帰還できなかった式神が堕ちる場。また、闘神士が式神を使って人を殺めてしまった場合、式神との契約は解除されるため、式神は式神界に帰還することができず名落宮に落とされる。契約している式神と行くと危険。
零神操機（ゼロドライブ）が封印されている場も存在する。
式神界（しきがみかい）
式神が住み、契約が満了したとき帰ってくる世界。
零神操機（ゼロドライブ）
闘神機の原型である神操機でもその特殊な部類に入る召喚機械。強大な力故に名落宮に封じられていた。細部が通常の物と異なっている。「マホロバの乱」後に再び封じられたが、神流との戦いで再び開封された。劇中ではヤクモが使用。
刻の御柱（ときのおんばしら）
太極神を封印している光の柱。歴史が歪む瞬間に現れる。過去7回目撃されているらしい。
天流（てんりゅう）
伏魔殿を守護する流派。魑魅魍魎などの封印に長けていた。地流と共に疲弊したが、現代になって復活している。修行方法は各地の修行場に赴き印などを旅を通して学んでいく模様。組織構成は其々の五行の理に分けられたて構成されている。組織力を保っていたが相次ぐ「関西空港事件」や「マホロバの乱」などの戦いで力を失い、天流闘神士たちは全国に離散してしまい、さらに勢力を盛り返した地流による討伐に追い討ちかけられ組織としては最早瓦解している。
五行王
マホロバの直系の弟子で、木行の者、火行の者、土行の者、金行の者、水行の者の五つの部門の最高位に位置する最強の闘神士たち。だが土行王がマホロバと袂を分かち抜けたため、今では「四転王」となっている。
地流（ちりゅう）
伏魔殿から漏れ出した妖怪を倒す流派。妖怪を倒すのに長けている。天流が栄華極める中使命に殉じ戦いに明け暮れ多くの同胞を失い絶望の内にいたときに神流に唆されて天流と争い、共に疲弊してしまうが、地流宗家と名乗っていたミカヅチによって組織は復興。さらに勢力を伸ばしている。基本的に地流の闘神士はミカヅチグループの社員となっている。妖怪を倒すことを使命とした流派であるため実力主義を念頭置いている。
神流（じんりゅう）
伏魔殿に潜伏しウツホの封印を解こうと暗躍する謎の流派。そのほとんどが戦乱を逃れウツホの里で彼を慕い、平穏に暮らしていた。後の天流、地流となる闘神士たちの手で封印され、犠牲になった人々の子孫で構成されている。
神操機（ドライブ）
勾玉状の形をした式神の力を現世解放する召喚機械。闘神機よりポテンシャルは高い。そのため、降神した式神は装束や模様など身体の細部が異なる。四方向だけで印入力できるので、闘神機を使う印で切ることは一部を除いてできない。
流派章（りゅうはしょう）
闘神士と流派と段位を示すリストバンド。
神操機包具（ドライブホルダー）
神操機をしまうためのホルダー。
大降神（だいこうじん）
式神界での本来（戦いでの）の姿。「心」「技」「体」の印を続けざまに切ることによって発動する。また、闘神石で無理矢理に擬似大降神させることが可能。
擬似大降神（ぎじだいこうじん）
闘神石を埋め込まれた式神が人為的に大降神した姿。本来の姿よりも異形。また、暴走しやすい。
鬼門（きもん）
伏魔殿の出入り口。
伏魔殿（ふくまでん）
鬼門の別呼称。妖怪が住み着いているが、一部では自然に恵まれた桃源郷のような風景が広がっている。その奥にウツホが封印されていた。気力の消耗が激しく、式神の使用は極めて危険である。闘神石が多く眠っている。
新太白神社（しんたいはくじんじゃ）
京都の太白神社から数メートル離れて建造した新しい社。天流総本家の跡が残っている。
月の勾玉（つきのまがたま）
天流神器のひとつ。月の満ち欠けで鬼門に入れる。また、ウツホを開放するための鍵でもある。
陰陽八卦盤（おんみょうはっけばん）
天流神器。闘神石の所在が分かる。天流の物なので、地流の者には扱い辛いらしい。
地流大鬼門（ちりゅうだいきもん）
地流が数十年かけて伏魔殿の深層部に存在する四大天が並ぶ像の力を直通させるために作られた人工鬼門。その開放に「闘神石」の力が使われた。
闘神石（とうじんせき）
伏魔殿のフィールドを形成させてウツホを封印している力が込められている。式神に直接入れるか、神操機に無理矢理組み込むことで擬似大降神させることができる。
四大天（よんだいてん）
太極神に仕える「四天王」の「東のジコク〔火〕」・「南のゾウチョウ〔水〕」・「西のコウモク〔土〕」・「北のタモン〔金〕」の意。アニメでは妖怪から神に昇格した「八大鬼神」である「ガンダルヴァ〔水〕」・「カルラ〔木〕」・「キンナラ〔土〕」・「デーバ〔金〕」・「ヤクシャ〔火〕」・「アスラ〔金〕」・「マゴラカ〔木〕」・「ナーガ〔水〕」の八体内、「春を司るガンダルヴァ〔水〕」・「夏を司るアスラ〔金〕」・「秋を司るナーガ〔水〕」・「冬を司るデーバ〔金〕」の四体を指す。里の人々や路頭に迷う式神の願いを受けて自然の力と式神の力を結集してウツホが手に入れた四季の力はこれによる物。その力で荒れ果てた大地を次々と再生させて本来の美しい姿に戻した。なお、東のジコクの配下の眷属が、ガンダルヴァ、カルラ。南のゾウチョウの配下の眷属が、アスラ、キンナラ。西のコウモクの配下の眷属が、ナーガ、マゴラカ。北のタモンの配下の眷属が、デーバ、ヤクシャである。四天王、八大鬼神の頂点に立ち太極神に最も近い存在と言われる天帝こと中央の「タイシャク〔木〕」が存在する。声優は長嶝高士。モデルは四天王、八部鬼衆、天竜八部衆。
極神操機（きわめドライブ）
式神と闘神士をつなぐ陰陽神具＝神操機（ドライブ）が互いの絆と闘神士の能力が極限まで極められた時に新生する物。これを介して降神する式神は新たな装束となって、圧倒的な力を発揮する。
流派石（りゅうはせき）
流派章にはめ込まれた石。極の位に成り、極神操機がなければ使えない。極めた者は結束石や強神石などを使い分ける。
超降神（ちょうこうじん）
逆式とも大降神とも違う力。極神操機で力を向上させた式神。「心」「技」「体」の強神石によって様々な戦闘スタイルに変わる。
超大降神（ちょうだいこうじん）

チカミチ
ヤクモが作中多く発する言葉。近道、あるいは近道をすることの意。
バイス
ヤクモが作中多く発する言葉。「さようなら」という意味を持つ。
※漫画版、テレビアニメ版共に共通用語。

## 関連商品
陰陽闘神機
- 天の印 白
- 天の印 黒
- 地の印 青
- 地の印 赤
- 神の印

神操機
- 白虎神操機ビャッコドライブ 天流の印
- 白虎神操機ビャッコドライブ 地流の印
- 青龍神操機セイリュウドライブ 神流の印
- 源流零神操機ゲンリュウゼロドライブ

極神操機
- 極神操機キワメドライブ 神流の印
- 極神操機キワメドライブ 天流の印
- 極神操機キワメドライブ 地流の印

体感ゲーム
- Let’s!TVプレイ 闘印奥義 陰陽大戦記〜目指せ最強闘神士〜

ゲームソフト
- 陰陽大戦記・白虎演舞（PlayStation 2）
- 陰陽大戦記・覇者の印（PlayStation 2）
- 陰陽大戦記　零式（ゲームボーイアドバンス）

### CD
- 陰陽大戦記 スペシャルサウンドトラック 虎の巻
- 陰陽大戦記 スペシャルサウンドトラック2 龍の巻

いずれもアニメと同じ声優によるショートドラマを含む。